# 兰福德 (南达科他州)
兰福德（英語：Langford），是美国南达科他州下属的一座城市。根据2010年美国人口普查，该市有人口309人。人口数量该州排名第152名。